# Коппе (коммуна)
Коппе́ (фр. Coppet) — коммуна в округе Ньон в швейцарском кантоне Во, на берегу Женевского озера.

## Достопримечательности
Старый замок, где жил в качестве воспитателя графа Дона французский философ Бейль; позднее замком владел французский министр финансов Неккер, дочь которого, г-жа Сталь, привлекала в Коппе замечательных людей того времени.